# A.C. Milan w sezonie 1967/1968

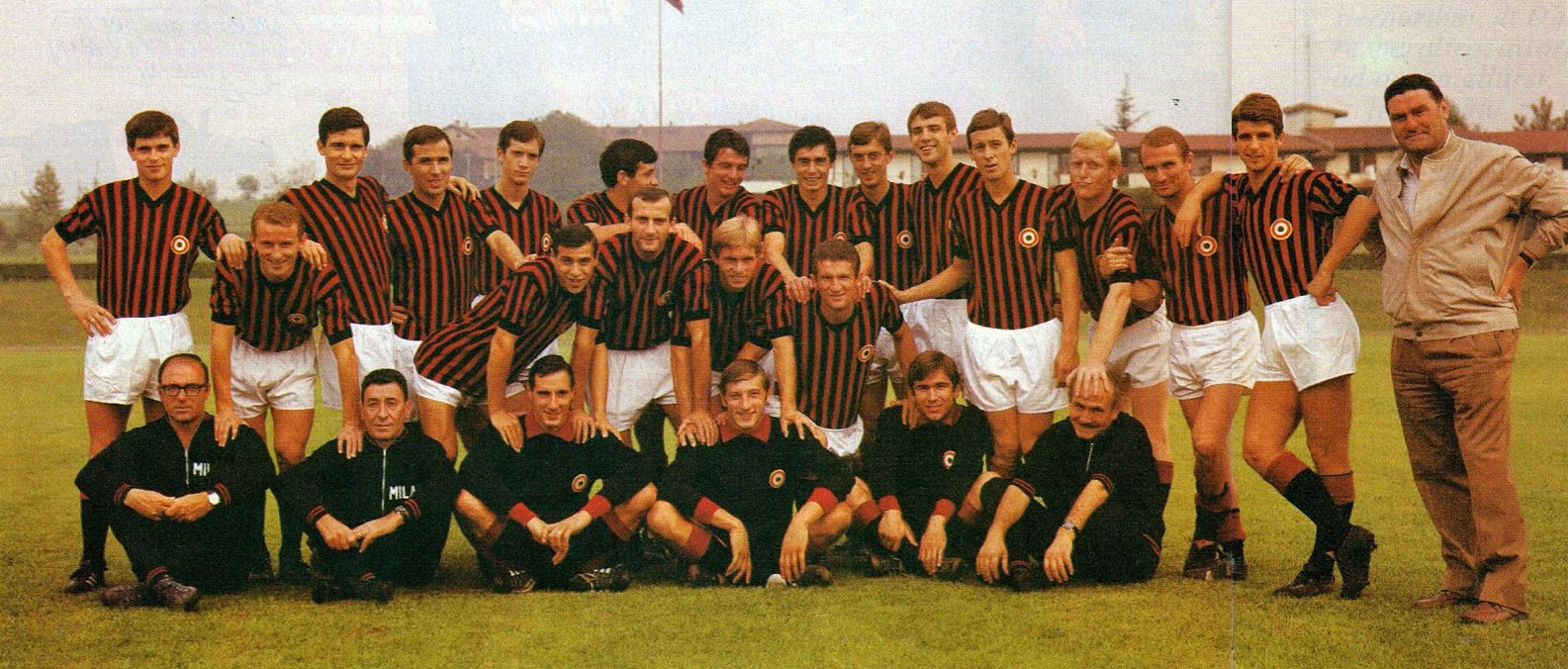
A.C. Milan 1967/68

Osiągnięcia i skład piłkarskiego zespołu A.C. Milan w sezonie 1967/68.

## Osiągnięcia
- Serie A: 1. miejsce
- Puchar Włoch: 2. miejsce w grupie finałowej
- Puchar Zdobywców Pucharów: zwycięstwo

## Podstawowe dane
- Oficjalna nazwa klubu: Associazione Calcio Milan
- Siedziba klubu: Via F. Turati 3
- Boisko: San Siro
- Prezes klubu:  Franco Carraro
- Trener zespołu:  Nereo Rocco
- Kapitan drużyny:  Gianni Rivera

## Skład zespołu
Bramkarze:
| Włochy | Pierangelo Belli |
| Włochy | Fabio Cudicini   |
| Włochy | Villiam Vecchi   |

Obrońcy:
| Włochy | Angelo Anquilletti      |
| Włochy | Bruno Baveni            |
| Włochy | Saul Malatrasi          |
| Włochy | Roberto Rosato          |
| Włochy | Nello Santin            |
| Niemcy | Karl-Heinz Schnellinger |
| Włochy | Giovanni Trapattoni     |

Pomocnicy:
| Włochy | Massimo Giacomini |
| Włochy | Giovanni Lodetti  |
| Włochy | Gianni Rivera     |
| Włochy | Giorgio Rognoni   |
| Włochy | Nevio Scala       |

Napastnicy:
| Argentyna · Włochy | Antonio Valentin Angelillo |
| Włochy             | Lino Golin                 |
| Szwecja            | Kurt Hamrin                |
| Włochy             | Bruno Mora                 |
| Włochy             | Pierino Prati              |
| Brazylia · Włochy  | Angelo Benedicto Sormani   |